# اسکاندیم پرکلرات
اسکاندیم پرکلرات یک ترکیب معدنی با فرمول شیمیایی ارشد ( CLO 4) 3 است.

## تولید
پرکلرات اسکاندیم را می‌توان با واکنش محلول اسکاندیوم اکسید در پرکلریک اسید تهیه کرد:
{\displaystyle {\rm {Sc_{2}O_{3}+6HClO_{4}\rightarrow 2Sc(ClO_{4})_{3}+3H_{2}O}}}